# L'Impératrice
L'Impératrice (fr. "Cesarica") je francoska pop in nu-disko skupina iz Pariza. Ustanovljena je bila leta 2012.

## Zgodovina
Prvi, po skupini imenovani mini album so izdali leta 2012, dve leti pozneje je sledil drugi, Sonate Pacifique, leta 2015 še tretji, Odyssée, ki je bil naslednjega leta izdan v počasnejši verziji pod imenom L'Empereur po navdihu napake oboževalca, ki je pomotoma objavil počasnejšo različico. Februarja 2017 so izdali akustično verzijo albuma z violino, violončelom in akustično kitaro. Leto prej so prejeli nagrado Deezer Adami Fans' award in izdali nov singl "Vanille Fraise" na podlagi sampla soul pevke Anite Ward.
Skupina je leta 2017 podpisala pogodbo z neodvisno založbo microqlima in junija izdala nov mini album Séquences. Septembra je sledil izid remiksov pesmi z albuma.
17. oktobra 2017 so izdali prvi singl, Erreur 404, s prihajajočega dolgometražnega prvenca Matahari. Sledila je manjša turneja po več pomembnih prizoriščih v Franciji, ki so jo po dodani razširitvi končali leta 2019. Leta 2021 so po več promocijskih singlih izdali drugi studijski album, Tako Tsubo, 2024 pa še tretjega, Pulsar.

## Člani zasedbe
- Charles de Boisseguin, ustanovitelj – klaviature;
- Hagni Gwon – klaviature;
- David Gaugué – bas kitara;
- Achille Trocellier – električna kitara;
- Tom Daveau – bobni;
- Flore Benguigui – vokal (2015–danes).

## Diskografija

### Studijski albumi
| Leto | Naslov     |
| ---- | ---------- |
| 2018 | Matahari   |
| 2021 | Tako Tsubo |
| 2024 | Pulsar     |

### EP-ji
| Leto | Naslov                           |
| ---- | -------------------------------- |
| 2012 | L'Imperatrice                    |
| 2014 | Sonate pacifique                 |
| 2015 | Odysee                           |
| 2016 | L'Empereur (Odysee Slow Version) |
| 2017 | Sequences                        |
| 2017 | Sequences (Remixes)              |
| 2018 | Dreaming of You                  |
| 2021 | Submarine (Remixes)              |

### Singli
| Leto | Naslov                                                      | Album            |
| ---- | ----------------------------------------------------------- | ---------------- |
| 2014 | Sonate pacifique (Radio Edit)                               | Sonate pacifique |
| 2016 | Vanille fraise                                              | Odysee           |
| 2017 | Erreur 404                                                  | Matahari         |
| 2018 | Dreaming of You (Vibes4YourSoul Remix)                      | Matahari         |
| 2018 | Vacances (Yuksek Remix)                                     | Matahari         |
| 2018 | Matahari (Red Axes Remix)                                   | Matahari         |
| 2018 | Entre-deux (Onra x Pomrad Remix)                            | Matahari         |
| 2018 | Là-haut                                                     | Matahari         |
| 2018 | Histoire d'un soir (Souvenirs d'été)                        | Samostojni singl |
| 2018 | Geisha                                                      | Samostojni singl |
| 2018 | Stand on the Word (Le Grand Noël)                           | Samostojni singl |
| 2020 | Exit                                                        | Samostojni singl |
| 2020 | Fou                                                         | Tako Tsubo       |
| 2020 | Voodoo?                                                     | Tako Tsubo       |
| 2020 | Fou (Poolside Remix)                                        | Tako Tsubo       |
| 2020 | Voodoo? (Lazywax Remix)                                     | Tako Tsubo       |
| 2020 | Anomalie bleue                                              | Tako Tsubo       |
| 2021 | Peur des filles                                             | Tako Tsubo       |
| 2021 | Peur des filles (Montmartre Remix)                          | Tako Tsubo       |
| 2021 | Hématome                                                    | Tako Tsubo       |
| 2021 | I Wanna Dance with Somebody (Who Loves Me) [InVersions 80s] | Samostojni singl |
| 2022 | Everything Eventually Ends                                  | Samostojni singl |
| 2023 | Heartquake                                                  | Pulsar           |
| 2024 | Me Da Igual                                                 | Pulsar           |
| 2024 | Danza Marilù                                                | Pulsar           |

### Remiksi
| Naslov                | Leto | Izvajalec      | Album                         |
| --------------------- | ---- | -------------- | ----------------------------- |
| Supernova             | 2013 | Isaac Delusion |                               |
| Children of the Night | 2014 | Isaac Delusion | Children of the Night (Remix) |
| Je suis music         | 2015 | Cerrone        | The Remixes                   |
| La piscine            | 2016 | Hypnolove      | La piscine (EP)               |
| Gamesofluck           | 2017 | Parcels        | Hideout Remixed (EP)          |
| Hiéroglyphes          | 2018 | Pépite         | Les Bateaux (Remixs) (EP)     |
| I Feel High           | 2021 | Poolside       | High Season                   |
| Guy                   | 2021 | Remi Wolf      | We Love Dogs!                 |